# Condado de Polk (Nebraska)

O Condado de Polk é um dos 93 condados do estado norte-americano de Nebraska. A sede do condado é Osceola, e a sua maior cidade é Stromsburg. O condado tem uma área de 1142 km² (dos quais 5 km² estão cobertos por água), uma população de 5639 habitantes, e uma densidade populacional de 5 hab/km² (segundo o censo nacional de 2000). O condado foi fundado em 1856.